# Холпакова
Холпакова — река в Восточной Сибири, правый приток реки Енисея. Протекает по территории Красноярского края. Длина реки — 41 км. Впадает в Енисей справа на расстоянии 641 км от её устья.

## Данные водного реестра
По данным государственного водного реестра России относится к Енисейскому бассейновому округу. Код объекта в государственном водном реестре — 17010800412116100103533.